# Nico González
González  Iglesias est un nom espagnol. Le premier nom de famille, en général paternel, est González ; le second, en général maternel, souvent omis, est Iglesias.
Nicolás González Iglesias, dit Nico González ou encore Nico, né le 3 janvier 2002 à La Corogne, est un footballeur espagnol qui évolue au poste de milieu de terrain à Manchester City.

## Biographie
Né à La Corogne, Nico González est le fils de l'ancien footballeur international espagnol Fran, son oncle José Ramón González (es) ayant également joué avec son père au Deportivo La Corogne,.

### Carrière en club
Après un passage aux Montañeros, un petit club de sa ville natale, Nicolás intègre l'académie du FC Barcelone à l'âge de onze ans. Ayant gravi les échelons de la formation barcelonaise, il débute en équipe reserve le 19 mai 2019, à l'occasion d'un match nul 1-1 face au CD Castellón, alors qu'il a seulement 17 ans,.
Alors qu'il vient de signer une prolongation de trois ans avec les blaugrana,,,, González fait ses débuts avec l'équipe première du FC Barcelone lors du premier match de la saison 2021-22, une victoire 4-2 sur la Real Sociedad en Liga le 15 août 2021,.
Dans un début de saison où le Barça est en grande difficulté sportive, après avoir perdu plusieurs de ses cadres comme Messi et Griezmann, Nico González enchaine les matchs, connaissant notamment sa première titularisation en Liga le 26 septembre 2021. Il joue les 90 minutes de cette victoire 3-0 importante contre Levante, où le jeune milieu défensif est particulièrement en vue.
Quelques jours plus tard, il entre également en jeu pour sa première rencontre de Ligue des champions, remplaçant Sergio Busquets au cours d'une défaite 3-0 chez le Benfica,. 
Le 20 janvier 2022, il rejoint officiellement l'équipe première du Barça.
Après une saison en prêt au Valence CF, Xavi Hernández lui communique qu'il n'aura probablement pas le temps de jeu qu'il espère pour la saison à venir du FC Barcelone. Le 29 juillet 2023, Nico González signe un contrat de 5 ans avec le FC Porto. En février 2025, il quitte le club de Porto pour rejoindre la Premier League.
Le 3 février 2025, il rejoint Manchester City où il a signé un contrat de quatre ans et demi, soit jusqu'en 2029.

### Carrière en sélection
International espagnol avec la sélection des moins de 17 ans dès 2018,, Nico González est également appelé plusieurs fois avec les moins de 19 ans entre 2019 et 2021, sans toutefois jouer dans la catégorie, dans une période marquée par le covid et l'annulation de la plupart des compétitions junior,.
Le 30 septembre 2021, il est convoqué pour la première fois en équipe d'Espagne espoirs par Luis de la Fuente,.

## Statistiques
| Saison                | Club                  | Championnat           | Championnat | Championnat | Championnat | Coupe nationale | Coupe nationale | Coupe nationale | Coupe de la Ligue | Coupe de la Ligue | Coupe de la Ligue | Supercoupe | Supercoupe | Supercoupe | Compétition(s) continentale(s) | Compétition(s) continentale(s) | Compétition(s) continentale(s) | Compétition(s) continentale(s) | Coupe du monde des clubs | Coupe du monde des clubs | Coupe du monde des clubs | Total | Total | Total |
| Saison                | Club                  | Division              | M.          | B.          | P.d.        | M.              | B.              | P.d.            | M.                | B.                | P.d.              | M.         | B.         | P.d.       | Comp.                          | M.                             | B.                             | P.d.                           | M.                       | B.                       | P.d.                     | M.    | B.    | P.d.  |
| 2021-2022             | FC Barcelone          | La Liga               | 27          | 2           | 1           | 2               | 0               | 1               | -                 | -                 | -                 | 1          | 0          | 0          | C1+C3                          | 4+3                            | 0                              | 0                              | -                        | -                        | -                        | 37    | 2     | 2     |
| 2022-2023             | Valence CF (prêt)     | La Liga               | 26          | 1           | 1           | -               | -               | -               | -                 | -                 | -                 | -          | -          | -          | -                              | -                              | -                              | -                              | -                        | -                        | -                        | 26    | 1     | 1     |
| 2023-2024             | FC Porto              | Primeira Liga         | 25          | 2           | 1           | 7               | 0               | 2               | 1                 | 0                 | 0                 | -          | -          | -          | C1                             | 6                              | 0                              | 0                              | -                        | -                        | -                        | 39    | 2     | 3     |
| 2024-2025             | FC Porto              | Primeira Liga         | 17          | 5           | 2           | 2               | 0               | 0               | 2                 | 0                 | 0                 | 1          | 1          | 0          | C3                             | 7                              | 1                              | 2                              | -                        | -                        | -                        | 29    | 7     | 4     |
| Sous-total            | Sous-total            | Sous-total            | 42          | 7           | 3           | 9               | 0               | 2               | 3                 | 0                 | 0                 | 1          | 1          | 0          | -                              | 13                             | 1                              | 2                              | -                        | -                        | -                        | 68    | 9     | 7     |
| 2024-2025             | Manchester City FC    | Premier League        | 11          | 1           | 0           | 4               | 0               | 0               | -                 | -                 | -                 | -          | -          | -          | C1                             | 1                              | 1                              | 0                              | 1                        | 0                        | 0                        | 17    | 2     | 0     |
| 2025-2026             | Manchester City FC    | Premier League        | 1           | 0           | 0           | 0               | 0               | 0               | -                 | -                 | -                 | -          | -          | -          | C1                             | 0                              | 0                              | 0                              | -                        | -                        | -                        | 1     | 0     | 0     |
| Sous-total            | Sous-total            | Sous-total            | 12          | 1           | 0           | 4               | 0               | 0               | 0                 | 0                 | 0                 | 0          | 0          | 0          | -                              | 1                              | 1                              | 0                              | 1                        | 0                        | 0                        | 18    | 2     | 0     |
| Total sur la carrière | Total sur la carrière | Total sur la carrière | 107         | 11          | 5           | 15              | 0               | 3               | 3                 | 0                 | 0                 | 2          | 1          | 0          | -                              | 21                             | 2                              | 2                              | 1                        | 0                        | 0                        | 149   | 14    | 10    |

## Palmarés
FC Porto (2)
- Vainqueur de la Coupe du Portugal en 2024.
- Vainqueur de la Supercoupe du Portugal en 2024.

## Style de jeu
Initialement formé au poste de milieu relayeur ou latéral, dans le modèle classique de La Masia, il évolue peu à peu dans un registre de milieu plus défensif, entrainant plusieurs comparaisons avec le "numéro 6" iconique du club catalan Sergio Busquets,,,,. Il est même adoubé comme son successeur par García Pimienta, qui est alors son entraineur au FC Barcelone B.